# Gregorio Morales Sánchez
General Gregorio Morales Sánchez (Salinas Victoria, Nuevo León; 26 de abril de 1885 - Ciudad de México, Distrito Federal, 1 de enero de 1962) fue un profesor y militar mexicano que participó en la Revolución Mexicana. Fue, junto con Anacleto Guerrero Guajardo y Bonifacio Salinas Leal, de los últimos militares que ocuparon la primera magistratura del estado de Nuevo León. Llegó a ser también rector de la Universidad de Nuevo León (previa a la actual UANL).

## Biografía
Nació en Salinas Victoria, Nuevo León, el 26 de abril de 1885, siendo hijo de Santos Morales Treviño y de Margarita Sánchez Arrambide. Cursó estudios normalistas y luego ejerció su profesión en la Escuela Normal de Nuevo León.
Simpatizó con el movimiento revolucionario y se incorporó a la facción que encabezaba Venustiano Carranza, donde realizó su carrera político-militar. Fue ascendido a general brigadier y años más tarde, en 1929, designado jefe del 52.º Batallón que combatió a las fuerzas insurrectas del general Escobar.
A raíz de que la Secretaría de Gobernación anuló las elecciones efectuadas el 28 de julio de 1935, en las que contendieron el general Fortunato Zuazua y el licenciado Plutarco Elías Calles Chacón, el Tribunal Superior de Justicia del Estado nombró gobernador provisional de Nuevo León al profesor y general Gregorio Morales Sánchez. Tomó posesión del cargo el día 4 de octubre, con el apoyo del presidente Lázaro Cárdenas y la recomendación del general Francisco J. Múgica.
Bajo el mandato de Morales Sánchez, Nuevo León —y en particular Monterrey— vivió una época de creciente agitación política que no fue sino reflejo de lo que ocurría en varias partes de la República. El 5 de febrero de 1936, a escasos cuatro meses de haber asumido la gubernatura, el gobernador presenció desde el Palacio de Gobierno una magna manifestación organizada por el Centro Patronal de Nuevo León y la Federación de Sindicatos Independientes en protesta contra las reformas cardenistas. El profesor Morales Sánchez escuchó a los oradores y, en un intento por calmar los ánimos, les ofreció garantías. Dos días más tarde arribó a la capital neoleonesa el presidente Cárdenas y, el día 11, se reunió con los empresarios y el gobernador para escuchar las demandas de los industriales y dar solución a la recién estallada huelga de la Vidriera Monterrey.
Morales Sánchez acusaría días más tarde a los empresarios de hacer una tormenta en un vaso de agua, por lo que estos dejaron de invertir y constituyeron, el día 22 de febrero, la Acción Cívica Nacionalista de Nuevo León. Agudizaron este enfrentamiento las declaraciones del gobernador en el sentido de haber querido incorporar la filosofía socialista a la enseñanza pública, así como sus actos en favor de que los trabajadores se organizaran sin la tutela empresarial. El panorama se complicó y poco después, el 1 de mayo de 1936, el gobernador Morales Sánchez renunció a su cargo.
Durante algún tiempo, el profesor Morales Sánchez fue presidente del Consejo de Cultura Superior, organismo que se encargó de la educación universitaria tras haber sido derogada la ley que diera vida a la Universidad de Nuevo León; cargo que ocupó del 1 de septiembre de 1935 al 8 de mayo de 1936.
En 1940, siendo general brigadier, fue  designado comandante militar de Baja California. De regreso a su estado natal, fue director de la escuela Hijos del Ejército. Murió a las 8:30 horas del 1 de enero de 1962, con el grado de general de división, en su domicilio en la calle de Giotto núm. 49, departamento 3, en la Ciudad de México, víctima de un paro cardíaco. Fue sepultado en el Panteón Jardín.